# Glauconycteris alboguttata
Glauconycteris alboguttata é uma espécie de morcego da família Vespertilionidae. Registrada nos camarões e na República Democrática do Congo.